# Taixu
Taixu (ur. 8 stycznia 1890, zm. 12 marca 1947, chiń. 太虛, pinyin Tàixū) – chiński buddysta związany ze szkołą linji tradycji chan, jeden ze współtwórców renesansu buddyzmu w Chinach w XX wieku.

## Życiorys
Urodził się w Hainingu w prowincji Zhejiang. Jego świeckie nazwisko to Lü Peilin (呂沛林). Autor jego biografii twierdzi, że nazwano go Zhang Gansen (chiń. 張淦森). Rodzice zmarli, gdy był dzieckiem, więc wychowywali go dziadkowie. Postanowił zostać mnichem, według tego co mówił, gdyż "pragnął paranormalnych mocy nieśmiertelnych i buddów...pomiędzy którymi nie widział różnicy". W 1904 r. przeszedł ceremonię ordynacyjną, a w 1906 r. zrozumiał, że bóstwa taoistyczne i buddowie - nie są tym samym. Studiował Tripitakę i praktykował medytację pod kierunkiem Bazhi Toutuo (1852–1912), znanego jako Osiem Palców, który także przewodniczył ceremonii jego ordynacji. Medytował nad pewnym huatou i był szarpany za nos. Na swojej pierwszej fotografii napisał wtedy "Ty! Znam ciebie! Ty jesteś ty! Piszesz to dla siebie!".
W 1906 r. Taixu studiował w Pustelni Jetawana, uczelni założonej przez Yanga Wenhuia.
Zimą 1907-08 podczas czytania jednej z sutr pradźni przebudził się duchowo - odczuł promieniowanie, bezczasowość, pewność itd. 
Wiosną 1908 r. spotkał mnicha Huashana, uważanego przez niektórych z pierwszą osobę, która rozpoczęła modernizację sanghi. Huashan powiedział mu o nowych ideach zarówno w kraju jak i w świecie. Uważał on także, że buddyzm niczego nie osiągnie dopóki szybko nie polepszy edukacji dla sanghi. Były to tak dziwne idee dla Taixu, że kłócili się przez ponad dziesięć dni. W końcu Huashan dał mu do przeczytania takie książki o politycznych reformach jak Datong shu Kanga Youweia, Xinmin shuo Lianga Qichao, Tianyan lun Yana Fu i Renxue Tana Sitonga. Przeczytanie tych książek całkowicie zmieniło jego perspektywę, zrozumiał, że świat musi być uratowany przez buddyzm.

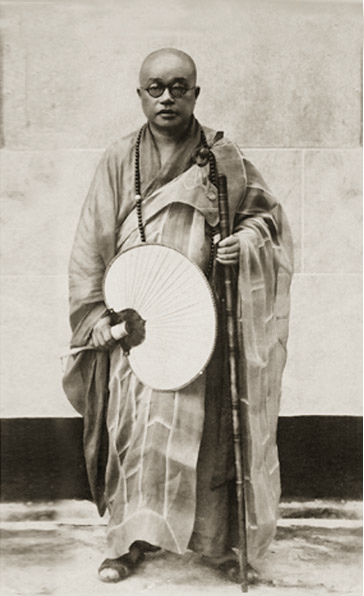
Stojący Taixu

Latem 1908 r. Taixu zaprzyjaźnił się z mnichem Qiyunem, który był rewolucjonistą. Qiyun był członkiem rewolucyjnej grupy Tongmenghui założonej przez Suna Jat-sena w 1905 r. Zwykle chodził on ubrany na zachodnią modłę, a gdy ukrywał się w klasztorach, wtedy wyglądał jak mnich. Poznali się w małym klasztorze Jiuhua w południowym Zhejiangu. Pod jego wpływem Taixu zradykalizował się.
W 1910 r. Taixu przeniósł się do prowincji Guangdong, gdzie poznał wielu rewolucjonistów, zwłaszcza socjalistów i anarchistów. Przeczytał wtedy prace Michaiła Bakunina, Kōtoku Shūsui, Piotra Kropotkina, Proudhona i Marksa. Qiyun został aresztowany w maju 1911 r. po nieudanym powstaniu w Kantonie. Wśród jego dokumentów policja znalazła eulogię dla męczenników napisana przez Taixu, jednak udało mu się uciec. Gdy rewolucja zakończyła się w październiku 1911 r. Taixu przebywał w Szanghaju wraz z mnichem Zongyangiem, który był jednym z najbardziej szanowanych mnichów buddyjskich w Chinach. Jego celem był zredagowanie i wydanie buddyjskiej Tripitaki, co udało mu się po pięciu latach pracy, w 1913 r. Efektem pracy trzydziestu mnichów i badaczy w pustelni Binjia było 414 zszytych tomów.
W 1911 r. Taixu przebywał przez krótki okres w klasztorze Tiantong, w którym napisał petycję o ochronie i reformie buddyzmu. Później w październiku 1911 był w Szanghaju w ogrodach Hardoon. W listopadzie i grudniu 1911 r. wędrował od klasztoru do klasztoru w prowincji Zhejiang. Gdy 1 stycznia 1912 r. Sun Jat-sen został tymczasowym prezydentem, Taixu przybył w ciągu kilku dni do Nankinu, gdzie przystąpił do organizowania Stowarzyszenia dla Wspierania Buddyzmu (chiń. 佛教協進會/佛教协进会, Fójiào xiéjìn hùi)). Kwaterą główną organizacji stał się klasztor Pilu. Nawiązał wtedy kontakt ze znajomym z okresu studiów w Pustelni Jetawana - Renshanem, który z ramienia Ministerstwa Edukacji miał przekształcić klasztor Jinshan w nowoczesną szkołę dla mnichów (chiń. seng xuetang). Protesty mnichów doprowadziły do bijatyki w klasztorze, tak że musiały interweniować siły porządkowe. Wszystko to nie przysłużyło się tej inicjatywie. Był to szok dla buddyjskiego establishmentu, a bijatykę (było wielu rannych) i interwencję sił porządkowych nazwano "inwazją na Jinshan" (chiń. danao Jinshan).
W 1917 r. rozwiązano Chiński Związek Buddyjski po czterech nieudanych próbach zorganizowania buddystów w Chinach.
11 sierpnia 1928 r. Taixu udał się w podróż zagraniczną, z której powrócił 25 kwietnia 1929 r. Nie brał więc udziału w pracach przy powstaniu nowego Związku Buddystów Chińskich w Szanghaju, który został założony 12 kwietnia 1929 r. (chiń. 中国佛教會, pinyin Zhōngguó fójiào hùi). 3 czerwca 1929 r. Taixu został wybrany do stałego komitetu organizacji. Ponieważ konserwatyści zablokowali zmiany reorganizacyjne sanghi, Taixu zrezygnował z funkcji w komitecie i zajął się prowadzeniem swojej małej grupy w Nankinie. Nie zrezygnował jednak z członkostwa w Związku. 10 kwietnia 1931 r. w czasie trzeciej ogólnonarodowej konferencji Taixu w swoim przemówieniu skrytykował działalność organizacji. W czasie wyborów do stałego komitetu jego frakcja odniosła zwycięstwo nad grupą Szanghaj-Hangzhou. Tak więc Taixu, Renshan, Wang Yiting i Xie Zhuzhen wprowadzili się do swojej kwatery głównej w Pilu si. Jednak gdy Taixu na zebraniu ogłosił wprowadzenie reform religijnych w życie, nastąpiła ze strony starych mnichów tak mocna reakcja przeciw zmianom, że Taixu zrezygnował ze swojej funkcji.
Taixu całkowicie poświęcił się nauczaniu mnichów na seminariach w Wuchang i Amoy. Pod koniec 1931 r. otworzył nowe seminarium w pobliżu Chongqingu. Mnisi i laicy z tych seminariów będą dla niego silnym wsparciem w przyszłości.
W grudniu 1945 r. został przewodniczącym Komisji do Zreorganizowania Chińskiego Buddyzmu (Zhongguo fojiao zhengli weiyuanhui). W trzyosobowym stałym komitecie byli Taixu, jego świecki uczeń Li Zikuan oraz Żyjący Budda (Hutuktu) Zhangjia. Zaplanowano konferencję na 26 maja 1947 r.
Dnia 17 marca 1947 r. Taixu zmarł. Przyczyną był udar spowodowany wysokim ciśnieniem krwi.

## Znaczenie Taixu
Taixu jest uważany za najważniejszą postać w historii nowoczesnego chińskiego buddyzmu, mimo tego, że zasadniczo przez całe życie był liderem małych dysydenckich frakcji. Do czasu jego śmierci, idee, które propagował i działalność nie miały większego wpływu na zdecydowana większość mnichów i wyznawców. Znaczenie Taixu leży najwyraźniej w tym, co uosabiał: a więc w próbie odpowiedzi na problemy modernizacyjne buddyzmu chińskiego oraz w reakcji chińskich buddystów na Zachód.
W 1915 r. napisał swoją pracę poświęconą zreformowaniu klasztorów Reorganizacja systemu sanghi (chiń. Zhengli sengjia zhidu lun). Do 1947 r. przedstawił siedem wersji planu, z których każda była ewolucją w stosunku do wersji poprzedniej.
Jednym z głównych celów Taixu związanych z reorganizacją sanghi nadanie mnichom wyższego statusu. Jak powiedział: "Mnisi są zawsze religijnymi odludkami, nie interesują się sprawami społeczności czy kraju i są zatem z kolei obrażani przez rząd i panujące klasy". Aby to zmienić w 1918 r. założył w Szanghaju Stowarzyszenie Bodhi (chiń. Jueshe), którego celem było propagowanie reformy sanghi. Stowarzyszenie zaczęło publikować jego tekst "Reorganizacja systemu sanghi" oraz kwartalnik "Jueshe congshu". Pod koniec 1919 r. przeniósł siedzibę stowarzyszenia do Hangzhou, gdzie jego zwolennik zakupił małą świątynię Jingfan yuan przy Zachodnim Jeziorze. Na początku 1920 r. kwartalnik stał się miesięcznikiem pod nowym tytułem "Haichao yin" ("Głos przypływu morza"). Był to najdłużej utrzymujący się w sprzedaży miesięcznik ze wszystkich założonych w okresie republiki. Wiadomo, że wychodził jeszcze w 1967 r.
W 1922 r. Taixu otworzył seminarium w Wuchang, którego absolwenci byli potem zwolennikami reform. Wywierało ono nieustannie rosnący wpływ na inne takie szkoły zakładane później. W 1923 r. rozpoczął pierwszą z serii "światowych organizacji buddyjskich". Żadna z serii nie utrzymała się długo, ale uczyniła z niego najbardziej znanego chińskiego mnicha za granicą. Serie te propagowały ekumenizm w chińskim buddyzmie, który przetrwał do dziś.
W 1922 r. jego zwolennik Yan Shaofu odwiedził słynną górę Lu, na której 1500 lat wcześniej Huiyuan zapoczątkował kult buddy Amitabhy i stworzył model dla ścisłego klasztornego życia. W 1922 r. prawie wszystkie klasztory były zrujnowane. Yan postanowił ożywić to dawne buddyjskie centrum, zakupił kawałek ziemi w pobliżu ruin klasztoru Dalin (chiń. 大林寺, pinyin Dàlínsì) i wybudował mały drewniany budynek z przeznaczeniem na salę wykładową. 10 lipca 1923 przybył tam z Taixu, który w lecie (od 23 lipca) wygłosił tam serię wykładów. Yan zawiesił na budynku tablicę z napisami w języku chińskim i angielskim "Światowa Federacja Buddyjska - Shijie fojiao lianhehui". Przybył tam profesor Inada Ensai z Uniwersytetu Otani, który zaproponował współpracę chińskich i japońskich buddystów w szerzeniu Dharmy w Europie i Ameryce. Wygłosił również wykład. Wykłady trwały do 11 sierpnia i wygłaszane były dwa razy w dniu. Przeważnie wykładowcą był Taixu, ale również i K.L. Reichelt i uczeń Taixu - Chaoyi. Wykłady Taixu poświęcone były takim tematom jak "Buddyzm i nauka" oraz "Buddyzm a filozofia". Słuchało ich około stu słuchaczy, wśród nich codziennym gościem był japoński konsul w Jiujiang Edo Sentaro.
W dniach 13-15 lipca 1924 r. Taixu zorganizował na górze Lu "Pierwszą Konferencję Światowej Federacji Buddyjskiej". Przybyło na nią dziesięciu chińskich delegatów (głównie bliskich Taixu) oraz trzech gości z Japonii: opat klasztoru Horyu i głowa szkoły hossō (chiń. faxiang, jogaczara) Saeki Teien, profesor filozofii indyjskiej z Uniwersytetu Tokijskiego Kimura Taiken i Mizuno Baigyo. Była również grupa cudzoziemców, którzy spędzali wakacje w Chinach. Omawiano przyszłą wymianę buddyjskich nauczycieli i studentów pomiędzy Chinami i Japonią, stosunki z takimi krajami jak Birma (obecnie Mjanma) i Tajlandia, i zjednoczenie buddystów. Ustalono konstytucję organizacji, a na główną kwaterę wybrano miasto Wuhan. Zaplanowano, że następna konferencja odbędzie się w 1925 r. w Tokio.
Niestety żadna z jego "światowych organizacji buddyjskich" ani nie rozwinęła się, ani nie przetrwała, głównie z powodu braku delegatów europejskich, którzy okazywali się niebuddyjscy.
W 1928 r. po spotkaniu w czerwcu z Czangiem Kaj-szekiem Taixu wraz z dwoma świeckimi zwolennikami udał się 11 sierpnia w 9-miesięczną podróż do Francji, Anglii, Niemiec i Stanów Zjednoczonych. Był pierwszym chińskim mnichem, który chodził po europejskich ulicach, więc wzbudził ogromne zainteresowanie i traktowany był jak dygnitarz. Ponieważ dysponował pieniędzmi, wsparł europejskie grupy buddyjskie. Przeznaczył 5000 franków na założenie Światowego Instytutu Buddyjskiego, którego celem miało być zjednoczenie buddyzmu i nauki oraz praca misjonarska w świecie. Wszystko to wywarło wielkie wrażenie na jego europejskich wyznawcach, a mimo tego nikt za nim nie poszedł. Tym niemniej zachęcony kontaktami, które nawiązał, powrócił w maju 1929 roku do Chin.
28 czerwca 1928 r. założył Chińskie Stowarzyszenie Buddyjskich Studiów w Nankinie, które miało służyć jako model dla nowej organizacji, która miałaby skupić wszystkich buddystów Chin. I to Stowarzyszenie nie rozwinęło się, a w czasie wojny chińsko-japońskiej zostało przeniesione do Chongqingu. Wykłady odbywały się w Chang’an si. Chociaż ta organizacja była mała i niezbyt efektywna, to dzięki niej stanął w 1945 r. na czele Chińskiego Związku Buddyjskiego.
Jego światowe ambicje odżyły po poznaniu w 1935 r. czcigodnego Narady z Wadżiraramy na Cejlonie, który odwiedził Chiny. Ustalono, że chińscy mnisi będą mogli udać się do Wadżiraramy i studiować tam buddyzm Therawady. Pięciu chińskich mnichów faktycznie w 1936 r. zaczęło studiować tam therawadę, pali, język angielski i przyjęli ordynację. A później zrzucili szaty mnisie i nic z tych planów nie zrealizowano.
W listopadzie 1939 r. Taixu udał się w nową podróż zagraniczną. Odwiedził Birmę, Cejlon, Indie i Malaje. Celem było pozyskanie wsparcia tych krajów w wojnie Chin przeciwko japońskiej agresji. Z dr.  G.P. Malalasekerą ustalono w 1940 r., że konieczna jest światowa organizacja buddyjska. W trzy lata po śmierci Taixu - taka organizacja rzeczywiście powstała i jest to Światowe Stowarzyszenie Buddyjskie (ang. World Fellowship of Buddhists), które działa do dziś.
Taixu a nauka
Według Taixu w nauce nie było niczego, czego wcześniej nie powiedział Budda (i co zostało zapisane w sutrach) lub inni buddyści. Jednak dla niego nauka była podrzędna w stosunku do wiedzy religijnej: 
"Naukowe metody mogą jedynie potwierdzać buddyjską doktrynę; nigdy nie dojdą poza nią".
"Buddyzm utrzymuje, że nauka nie idzie wystarczająco daleko w tajemnice natury, a jeśliby poszedł dalej, buddyjska doktryna byłaby nawet bardziej oczywista. Prawdy zawarte w doktrynie buddyjskiej dotyczące prawdziwej natury wszechświata byłyby wielką pomocą dla nauki i zmierzałyby w kierunku unii pomiędzy nauką a buddyzmem".
"Astronomia, fizyka, matematyka, chemia, historia naturalna itd., wszystkie mogą być objaśnione przez buddyzm, który ma wiele do ujawnienia naukowcom i ten związek nauki i buddyzmu jest tym, czego najbardziej pragniemy".
Według Taixu ogólną metafizyczną podstawą buddyzmu i nauki była filozofia dharmalakszany, czyli w Chinach szkoły faxiang, według której świat jest tylko ideacją. Jego wyznawcy cenili go za reinterpretację, której dokonał w swoich wykładach i tekstach, w wyniku czego pogodził dharmalakszanę z idealizmem szkół huayan i tiantai.
Prace
- Taixu. Taixu dashi quanshu. (Dzieła zebrane czcigodnego mistrza Taixu), 20 tomów. Taipei, 1956.